# Alfredo Mendes
Alfredo Mendes, född 7 november 1910, död 7 november 1995, var en friidrottare från Brasilien. Han deltog vid olympiska sommarspelen 1936.